# وانغ يونلان
وانغ يونلان (مواليد 1913) هو ملاكم صيني، مثّل بلاده في الألعاب الأولمبية الصيفية 1936.

## روابط خارجية
وانغ يونلان على موقع أوليمبيديا (الإنجليزية)